# Sexe + techno
Sexe + Techno  est une série télévisée documentaire canadienne française en 13 épisodes animé par Jean-Michel Vanasse et Marilou Éthier. La série explore les nouvelles technologies qui transforment notre rapport à la sexualité. Co-produite par Connections Productions et Botsford Media, le premier épisode de Sexe + Techno a été diffusée sur Unis TV en mai 2021.

## Synopsis
Sexe + Techno suit Jean-Michel Vanasse et Marilou Éthier alors qu'ils explorent le monde des nouvelles technologies qui transforment nos relations intimes avec nous-mêmes et avec les autres. À une époque où nous établissons de plus en plus de connexions via l'Internet à l'échelle mondiale, la série se penche sur l'art de la discussion érotique et de la rencontre grâce à la technologie. À travers leur quête, ils cherchent à comprendre le futur de l'intimité.
Marilou Éthier, créatrice de contenu web, est plus dans une quête personnelle. Elle utilise la technologie pour rencontrer les autres et est curieuse d'apprendre ce qui est disponible. Jean-Michel Vanasse, journaliste spécialisé en technologie et animateur de la série télévisée Planète techno, est beaucoup plus du côté de la quête technologique. Il est intéressé de voir jusqu'où nous irons avec les nouveaux outils qui nous sont donnés.
Dans chaque épisode, ils abordent différents sujets en explorant le passé, la présent et à quoi ressemblera l'avenir. De nombreux experts dans divers domaines et des intervenants qui opèrent dans le monde du sexe et de la technologie ont été consultés pour s'assurer que le bon équilibre est présent dans la série pour illustrer à la fois les avantages et les méfaits de cette industrie naissante.
Jean-Michel et Marilou tentent de déterminer s'il est possible de trouver l'amour durable, si le destin peut être créé virtuellement et si l'alchimie sexuelle et physique peut être vécue à distance. Grâce à l'échange d'informations numériques, la technologie facilite nos rencontres amoureuses. À l'heure où l'on rêve à la possibilité de l'intelligence artificielle dans les robots du futur, ils se demandent si la technologie peut vraiment remplacer l’être humain et si on peut vraiment faire l'amour aux objets. La série examine également comment nous utilisons désormais les filtres, les avatars virtuels et le biohacking ou piratage corporel pour améliorer notre expérience. Enfin, ils examinent si la technologie peut remplacer le contact humain et l'avenir dans ce domaine du besoin de l'humanité de se sentir connecté aux autres êtres humains. Cette série explore de nombreux domaines liés à l'intimité; comment les gens se lient, comment les avatars, les poupées, l'intelligence artificielle, les jouets, les films et le cosplay érotique affectent notre capacité de liaison, notre jeu, notre confiance et notre satisfaction sexuelle dans un nouveau monde technologique.
Sexe + Techno est une série qui n’a pas peur de plonger dans des sujets plus sensibles. Bien de tabous a l’egard du sexe sont encore presents, le but de cette série est de nous émouvoir, de mettre un peu de vérité dans ce que l'on imagine et de se poser des questions tout en gardant une touche humaine. C’est tabou, mais en même temps, ça fait partie des besoins de santé. Grâce à cette série, le spectateur est un peu plus éduqué et éclairé à ce sujet délicat et grâce à l'approche sans jugement de la série, il peut se faire sa propre opinion.

## Saison 1 (2021)

### Épisodes
1. Se rencontrer dans le monde virtuel
2. S’accompagner pour combler la solitude
3. Filmer pour le désir
4. Croire en soi
5. Se déguiser pour s’allumer
6. Se dupliquer pour s’aimer
7. Se créer des connexions
8. Se jouer par des jouets
9. Vivre des émotions
10. Se voir pour mieux se croire
11. Se modifier pour mieux performer
12. Se toucher pour mieux s’aimer
13. Se méfier des vérités

## Saison 2 (2023)

### Épisodes
1. BDSM
2. Casser la routine
3. La sexualité et la communauté trans
4. Le vagin et la vulve
5. Les relations revisitées
6. Le développement Sexuel
7. Travail du sexe
8. Sexe orale
9. Plaisir et protection
10. Le consentement
11. La fidélité
12. Le pénis
13. Sexe Partout

### Tournage
Comme pour la plupart des productions cinématographiques et télévisuelles en 2020, la pandémie présente de nombreux défis pour l'équipe de tournage. Menée par une équipe acadienne composée de scénariste/réalisatrice Anika Lirette, réalisatrice Emmanuelle Landry et réalisateur Gilles Doiron qui est également le directeur de la photographie et a contribué à la production de cette série, l'équipe a tourné dans plusieurs villes.
En Ontario, l'équipe a tourné à Hamilton et à Toronto. Au Québec, ils ont tourné à Montréal et à Trois-Rivières. Et au Nouveau-Brunswick, ils ont tourné à Moncton. Ils ont aussi utilisé les plateformes de teleconferences tel que Zoom pour rejoindre des intervenants partout à travers le monde,.

### Fiche technique
- Titre : Sexe + Techno
- Réalisation : Anika Lirette, Emmanuelle Landry, Gilles Doiron
- Scénario : Anika Lirette
- Directeur de la photographie : Gilles Doiron
- Ingénieur du son : Dennis Morton
- Éclairage :
- Monteur: Martin Goguen, Charles Gagnon, Phil Angers, Emmanuel Albert
- Production : Gilles Doiron, Marcel Gallant, Chris Goguen
- Sociétés de production : Connections Productions, Botsford Média
- Société(s) de distribution (télévision) : Unis TV
- Pays d'origine :  Canada
- Langue originale : Français
- Format : couleur
- Genre : série documentaire
- Durée : 30 minutes (avec publicité) soit 24 minutes environ (sans publicité)
- Lieux de tournage : Nouveau-Brunswick, Ontario, Québec